# Municipio de Whitewater (Minnesota)
El municipio de Whitewater (en inglés: Whitewater Township) es un municipio ubicado en el condado de Winona en el estado estadounidense de Minnesota. En el año 2010 tenía una población de 198 habitantes y una densidad poblacional de 2,16 personas por km².

## Geografía
El municipio de Whitewater se encuentra ubicado en las coordenadas 44°8′31″N 92°2′37″O / 44.14194, -92.04361. Según la Oficina del Censo de los Estados Unidos, el municipio tiene una superficie total de 91.54 km², de la cual 91,22 km² corresponden a tierra firme y (0,35 %) 0,32 km² es agua.

## Demografía
Según el censo de 2010, había 198 personas residiendo en el municipio de Whitewater. La densidad de población era de 2,16 hab./km². De los 198 habitantes, el municipio de Whitewater estaba compuesto por el 93,94 % blancos, el 2,02 % eran afroamericanos, el 0,51 % eran de otras razas y el 3,54 % eran de una mezcla de razas. Del total de la población el 3,54 % eran hispanos o latinos de cualquier raza.